# Mardin American Hospital
Mardin American Hospital was een missieziekenhuis opgericht in 1880 in Mardin (toen onderdeel van het Ottomaanse Rijk). Het ziekenhuis werd gesticht door Amerikaanse zendelingen en was een belangrijk centrum voor medische zorg in de regio. 

## Geschiedenis
Het ziekenhuis werd opgericht in 1880 als onderdeel van het zendingswerk van de American Board of Commissioners for Foreign Missions (ABCFM). Dr. Daniel Morrison Benonia Thom was een van de belangrijkste artsen verbonden aan het ziekenhuis en werkte daar meer dan veertig jaar.
De oprichting van het ziekenhuis was een reactie op de slechte gezondheidsomstandigheden in de regio, waaronder epidemieën van cholera en tyfus. Het ziekenhuis bood medische zorg aan zowel de lokale bevolking als aan zendelingen.
Tijdens zijn carrière behandelde Dr. Thom duizenden patiënten en voerde hij honderden operaties uit. Het ziekenhuis speelde ook een rol tijdens de cholera-epidemie van 1894, waarbij Dr. Thom een onderscheiding kreeg van de Ottomaanse regering voor zijn diensten.
Het Amerikaanse ziekenhuis in Mardin werd in 1911 uitgebreid en het aantal kamers werd vergroot. De bovenverdieping van het gebouw bevatte de operatiekamer, verbandkamer, verpleegsterskamer en vrouwenafdeling, en op de begane grond bevonden zich een grote mannenafdeling, kelder, keuken en de kamer van Dr. Thom. Bij de ingang van het gebouw werd een apotheek geopend. Zo konden patiënten zowel behandeld worden als gratis hun medicijnen verkrijgen.
Tijdens de Eerste Wereldoorlog werkte het ziekenhuis onder toezicht van het Rode Kruis (ook met gebruik van de vlag van de Rode Halve Maan) en bood het medische hulp aan zowel burgers als soldaten.

## Betekenis en impact
Het Mardin American Hospital was van groot belang voor de medische zorg in het oostelijke deel van het Ottomaanse Rijk. Het ziekenhuis was een symbool van het zendingswerk dat zich niet alleen richtte op religieuze activiteiten, maar ook op praktische hulpverlening zoals gezondheidszorg.
De aanwezigheid van het ziekenhuis droeg bij aan een verbeterde volksgezondheid en versterkte de banden tussen de lokale bevolking en de Amerikaanse zendelingen.

## Latere ontwikkelingen
Het ziekenhuis bleef actief tot de periode rond de Eerste Wereldoorlog. Tijdens politieke onrust werden missionarissen, waaronder Dr. Thom, uiteindelijk verdreven uit de regio. Dr. Thom overleed in 1915 in Sivas terwijl hij aan tyfus leed, een ziekte die hij opliep tijdens zijn medische werk.